# Олексій Врана
Олексій Врана (* Ἀλέξιος Βρανᾶς, д/н — 1187) — військовий та політичний діяч Візантійської імперії. Робив декілька спроб захопити імператорський трон.

## Життєпис
Походив з провінційної знаті із феми Фракія. Народився в Адріанополі. Був сином себаста Михайла Врани та Марії, онуки себастократора Ісаака Комніна (брата імператора Олексія I). Здобув гарну освіту та військовий досвід.
Перша письмова згадка про нього відноситься до періоду між 1166 та 1167 роками, коли Врана був членом засідання синоду. На той час він вже мав титул себаста, який напевне успадкував від батька. Оженився на представниці знатного роду Ватац.
За правління імператора Олексія II стає стратігом тагми. У 1183 році спільно з Андроніком Лапардом завдав поразки угорському королю Белі III, який вдерся до північних Балкан, діставшись Софії. 
Невдовзі підтримав імператора Андроніка I. Останній 1184 року відправив Врану на придушення повстання в Нікеї та Пруссії на чолі із Феодором Кантакузиним та Андроніком Лапардом. Доволі швидко переміг заколотників. При цьому помилував Ісаака Ангела, майбутнього імператора. За успішні дії в Малій Азії Олексій Врана отримав титул протосебаста.
Був спрямований проти армії сицилійського короля Вільгельма II, яка вдерлася на південь Балканського півострова. В цей час було повалено імператора Андроніка I й новим імператором став Ісаак Ангел. Спочатку Врана завдав нормано-сицилійському війську поразки у битві біля Мосінополя, а 7 вересня 1185 року — у вирішальній битві біля Димитрици (на північ від Фессалонік). Слідом за цим відвоював у ворога Фессалоніки. За це отримав від імператора титул паніперсебаста. Слідом за цим спробував здійснити заколот, захопивши трон, проте не отримав підтримки знаті та населення Константинополя. Але Ісаак II Ангел оголосив йому амністію, позбавивши втім усіх посад.
У 1186 році знову очолив військо, якому було доручено придушити болгарське повстання. Спочатку відтіснив повсталих з феми Фракія. Але 1187 року, зібравши потужне військо, оголосив себе імператором й рушив на Константинополь. Втім у битві біля столиці імперії зазнав нищівної поразки від армії на чолі із Конрадом Монферратським. В цій битві Олексій Врана загинув.

## Родина
Дружина — Анна, донька деспота Феодора Ватаца
Діти:
- Феодор (д/н — після 1219), цезар та сеньйор Адріанополя
- Євдокія, дружина Ісаака Ангела, сина себастократора Іоанна Ангела